# Anna Ntenta
Anna Ntenta –en griego, Άννα Ντέντα– (21 de octubre de 1981) es una deportista griega que compite en bochas adaptadas. Ganó dos medallas en los Juegos Paralímpicos de Verano, bronce en Río de Janeiro 2016 y bronce en Tokio 2020.

## Palmarés internacional
| Juegos Paralímpicos | Juegos Paralímpicos     | Juegos Paralímpicos | Juegos Paralímpicos |
| Año                 | Lugar                   | Medalla             | Prueba              |
| ------------------- | ----------------------- | ------------------- | ------------------- |
| 2016                | Río de Janeiro (Brasil) | Medalla de bronce   | Dobles BC3 mixto    |
| 2020                | Tokio (Japón)           | Medalla de bronce   | Dobles BC3 mixto    |